# Vlag van Tiel

Vlag van de gemeente Tiel

De vlag van Tiel is sinds 9 juni 1954 de gemeentelijke vlag van de Gelderse gemeente Tiel. De vlag bestaat uit twee horizontale banen van gelijke hoogte in de kleuren geel en zwart. De kleuren zijn afkomstig van het gemeentewapen. Het ontwerp was van J.P. v.d. Drift.
In vroeger tijden heeft Tiel een andere vlag gehad. Het resolutieboek van de stad Tiel van 1734 vermeldt een stadsvlag voor de scheepvaart. Die had een geel veld met daarop het stadswapen.

## Verwante afbeeldingen

Wapen van Tiel
Defileervlag van 1938

Aalten ·
Apeldoorn ·
Arnhem ·
Barneveld ·
Berg en Dal ·
Berkelland ·
Beuningen ·
Bronckhorst ·
Brummen ·
Buren ·
Culemborg ·
Doesburg ·
Doetinchem ·
Druten ·
Duiven ·
Ede ·
Elburg ·
Epe ·
Ermelo ·
Harderwijk ·
Hattem ·
Heerde ·
Heumen ·
Lingewaard ·
Lochem ·
Maasdriel ·
Montferland ·
Neder-Betuwe ·
Nijkerk ·
Nijmegen ·
Nunspeet ·
Oldebroek ·
Oost Gelre ·
Oude IJsselstreek ·
Overbetuwe ·
Putten ·
Renkum ·
Rheden ·
Rozendaal ·
Scherpenzeel ·
Tiel ·
Voorst ·
Wageningen ·
West Betuwe ·
West Maas en Waal ·
Westervoort ·
Wijchen ·
Winterswijk ·
Zaltbommel ·
Zevenaar ·
Zutphen